# Вергеєнко Михайло Никифорович
Михайло Вергеєнко (біл. Міхаіл Вергеенка; 12 січня 1950, Гомель — 16 липня 2024) — радянський футболіст, що грав на позиції воротаря. По завершенні ігрової кар'єри — білоруський тренер. Відомий за виступами за клуб «Динамо» (Мінськ), у складі якого став чемпіоном СРСР у 1982 році. Як тренер ставав із мінським «Динамо» дворазовим чемпіоном Білорусі та володарем Кубка Білорусі, двічі очолював також збірну Білорусі.

## Ігрова кар'єра
Михайло Вергеєнко народився в Гомель. Розпочав займатися футболом у юнацькій команді місцевого «Спартака», у 1969 році перейшов до дублюючого складу мінського «Динамо». З 1971 року розпочав виступи в основній команді мінського клубу, кольори якої і захищав протягом усієї своєї кар'єри гравця, що тривала тринадцять років. Більшість часу, проведеного у складі мінського «Динамо», був основним гравцем команди, кілька років був капітаном команди. У 1982 році Вергеєнко разом із командою став чемпіоном СРСР. Наступного року команда отримала бронзові нагороди першості, проте Михайло Вергеєнко не отримав цієї нагороди, оскільки не провів необхідної кількості матчів. У 1983 році воротар завершив виступи на футбольних полях.

## Кар'єра тренера
Розпочав тренерську кар'єру відразу ж по завершенні кар'єри гравця, у 1984 році, увійшовши до тренерського штабу клубу «Динамо» (Мінськ). Працював тренером до 1986 року, пізніше у 1986 став начальником команди. З 1988 року знову був одним із тренерів мінського клубу, а в 1991 році очолив його тренерський штаб. Після проголошення незалежності Білорусі він паралельно очолив і тренерський штаб новосформованої національної збірної Білорусі. Два роки поспіль Вергеєнко вигравав із «Динамо» чемпіонат Білорусі, проте у 1994 році покинув обидві посади. У 1994—1995 роках колишній воротар тренував німецький нижчоліговий клуб «Гаспер». У 1997—1999 році Вергеєнко знову очолював національну збірну Білорусі, паралельно працюючи в клубній структурі мінського «Динамо». З 1998 до 2011 року Михайло Вергеєнко працював також заступником голови Білоруської федерації футболу, проте після обрання на посаду її керівника Сергія Румаса його не обрали до керівних органів федерації.

## Політичні погляди
Михайло Вергеєнко підписав відкритого листа спортивних діячів країни, які підтримали діючу владу Білорусі після жорстокого придушення народних протестів у 2020 році.

## Особисте життя
Сином Михайла Вергеєнка є Олексій Вергеєнко, який тренував молодіжну збірну Білорусі з футболу.

## Титули і досягнення

### Як гравця
- Чемпіон СРСР (1):

«Динамо» (Мінськ): 1982

### Як тренера
- Чемпіон Білорусі (2):

«Динамо» (Мінськ): 1992, 1992–1993
- Володар Кубка Білорусі (1):

«Динамо» (Мінськ): 1992